# Prosthogonimus cuneatus
Espèce
Synonymes
- Distoma cuneatus Rudolphi, 1809 (protonyme)
- Schistogonimus cuneatus (Rudolphi, 1809)
- Prosthogonimus fuelleborni Skrjabin & Massino, 1925
- Prosthogonimus spinatus Shevtsov, 1966
- Prosthogonimus anatinus Markov, 1903
- Prosthogonimus rudolphii Skrjabin, 1919

Prosthogonimus cuneatus est une espèce de trématodes de la famille des Prosthogonimidae.

## Hôtes
Prosthogonimus cuneatus parasite diverses espèces d'odonates et a pour hôtes définitifs de nombreuses espèces d'oiseaux.

## Taxinomie
L'espèce est décrite en 1809 par le zoologiste allemand Karl Asmund Rudolphi sous le protonyme Distoma cuneatus.